# Холодное золото
«Холодное золото» — якутский художественный фильм в жанре исторического боевика режиссёра Петра Хики кинокомпании Сахафильм. Фильм вошёл в Топ 15 просматриваемых фильмов на платформе Wink.

## Сюжет
Ноябрь 1942 года. В далёкой от фронта Якутии ведутся почти боевые действия: несколько оленеводов убиты на стойбище, в Алдане совершён налёт на посёлок при золотом прииске, ограблен продуктовый склад, застрелена врач, бандиты подожгли посёлок и ушли в тайгу…
Неуловимая и жестокая банда Попова, состоящая из людей разных национальностей, в основном из бежавших из ГУЛАГа зэков, которые грабят и убивают, прикрываясь антикоммунистической риторикой, призывают Дальний Восток перейти на сторону врага и объединиться с Японией, которая вот-вот объявит войну СССР.
Задача ликвидировать банду ставится начальнику местного НКВД старшему лейтенанту госбезопасности Карасёву. Но перед этим он должен установить сеть вражеских агентов, связанных с бандой. Карасёв внедряет в банду своего сотрудника, и по следам банды по заснеженной бескрайней тайге отправляется небольшой отряд чекистов…

Хотелось снять что-то наподобие советского вестерна, начал изучать реальные истории и наткнулся на статьи о банде Павлова. Фильм основан на реальных событиях, но у нас художественная интерпретация. За основу брали истории нескольких банд и сформировали свою. Сценарий полностью авторский.

Главный герой фильма — лейтенант НКВД, который обезвредил банду. В 1942 году ценой жизни десятков чекистов Якутии были ликвидированы банды Орлова, Коркина в Аллах-Юньском районе. В 1943—1945 годах в Алдане и Якутске были разоблачены агенты немецкой разведки Маркова, Пушмин, Коренной и другие. Об этих событиях и расскажет фильм.— режиссёр фильма Пётр Хики

## В ролях
- Аскалон Павлов — Алексей Карасёв
- Пётр Баснаев — Савва Попов
- Иван Константинов — Петя Попов
- Дмитрий Хоютанов — Ваня Попов
- Вячеслав Шатненко — Иван Золорев
- Яков Шамшин — Валера-Холера
- Вячеслав Югов — Елисей Горский
- Федот Львов — охотник Ханда
- Нюргуяна Шадрина — Аня
- Василий Слепцов — Шестипалый
- Илья Петухов — Ли Гуанмин
- Степан Березовский — Урка
- Владимир Охлопков — лейтенант Кириллин
- Евгений Шамаев — Художник
- Павел Колесов — оленевод Фёдоров
- Дмитрий Алексеев — Амбал

## Съёмки
Бюджет фильма составил 13 млн рублей. Основные съемки проходили в Хангаласском и Намском улусах Якутии, в с. Качикатцы.

## Показ
В конце октября 2021 года фильм принял участие в конкурсной программе V Ялтинского кинофестиваля «Евразийский мост», но не был отмечен призами.
1 ноября 2021 года состоялся закрытый показ фильма в Якутии, дата выхода в прокат неизвестна.